# Домисолька (детский музыкальный театр)
«Домисолька» — государственное автономное учреждение дополнительного образования г. Москвы «Детский музыкальный театр „Домисолька“». Художественные руководители — Ольга Леонидовна Юдахина и Иван Назибович Жиганов.

## История
Родившаяся на базе телепрограммы вокальная группа получила то же название и, благодаря ярким выступлениям в телеэфире, детей заметили. Приглашать «Домисольку» к сотрудничеству стали Ролан Быков, Юрий Энтин, Александр Басилая, Эдуард Успенский и другие. С 1991 года, вместе с Ольгой Юдахиной, художественное руководство Театром разделил поэт и продюсер Иван Жиганов. У «Домисольки» появилась новая цель — стать самостоятельным Детским музыкальным театром. «Домисолька» сотрудничает со многими поэтами и композиторами России, работающими с детьми, хотя основой музыкального репертуара Театра по-прежнему остается музыка Ольги Юдахиной. Значительная часть новых песен ею написана вместе с Иваном Жигановым.

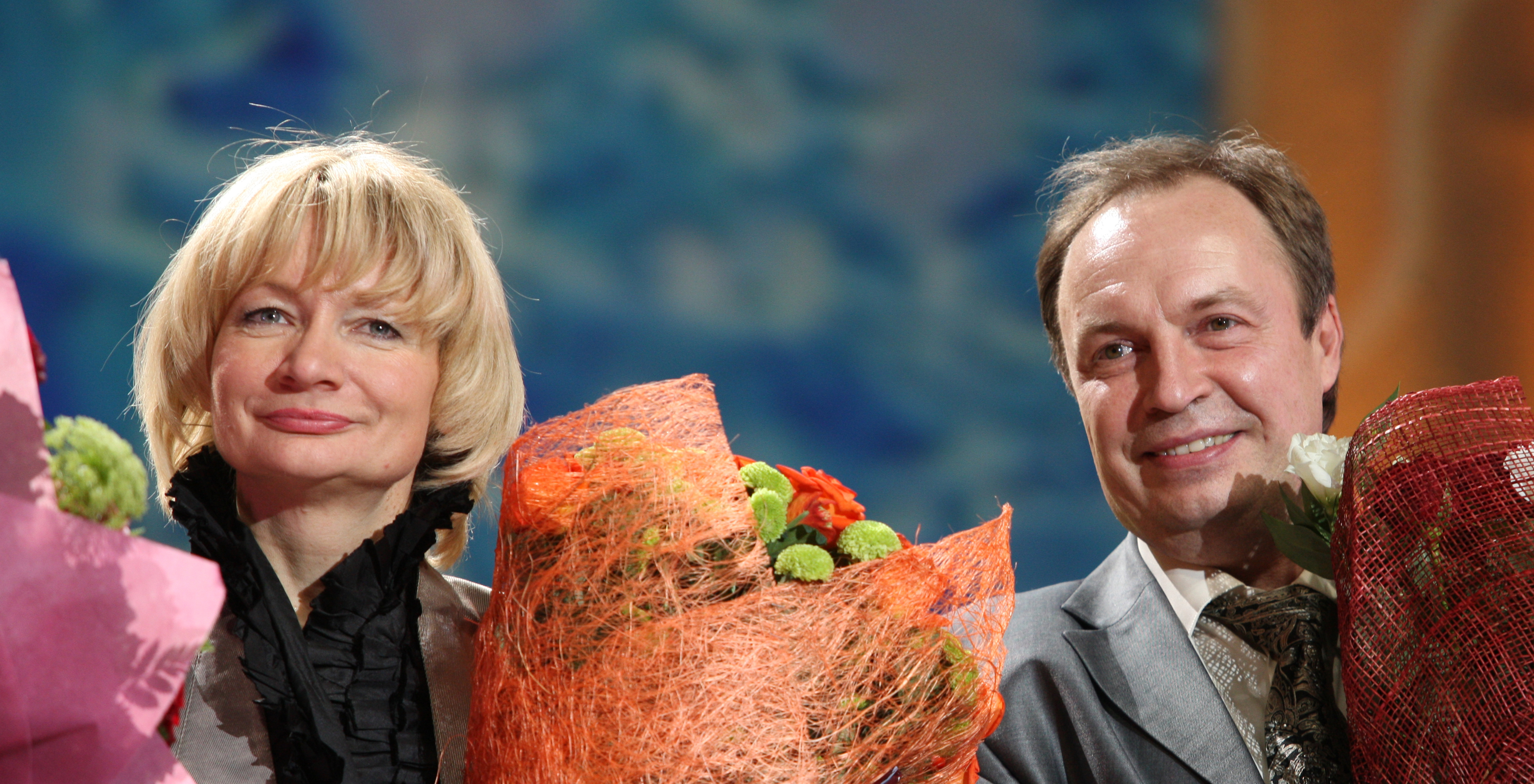
Ольга Юдахина и Иван Жиганов

Детский музыкальный театр «Домисолька» — юридически самостоятельная образовательная организация, входящая в систему Департамента образования города Москвы.
В Театре обучаются более 600 юных артистов в возрасте от 3,5 до 17 лет.
Детям преподаются вокал (соло, ансамбль, народный, джаз), хореография (классика, джаз, хип-хоп, модерн), сольфеджио, актёрское мастерство, степ, пантомима, история музыкального театра, медиа грамотность, дизайн и конструирование сценического костюма. С 2011 года начаты занятия на фортепиано, ударных, гитаре и бас-гитаре, саксофоне. Работа ведётся по уникальной авторской комплексной образовательной программе.

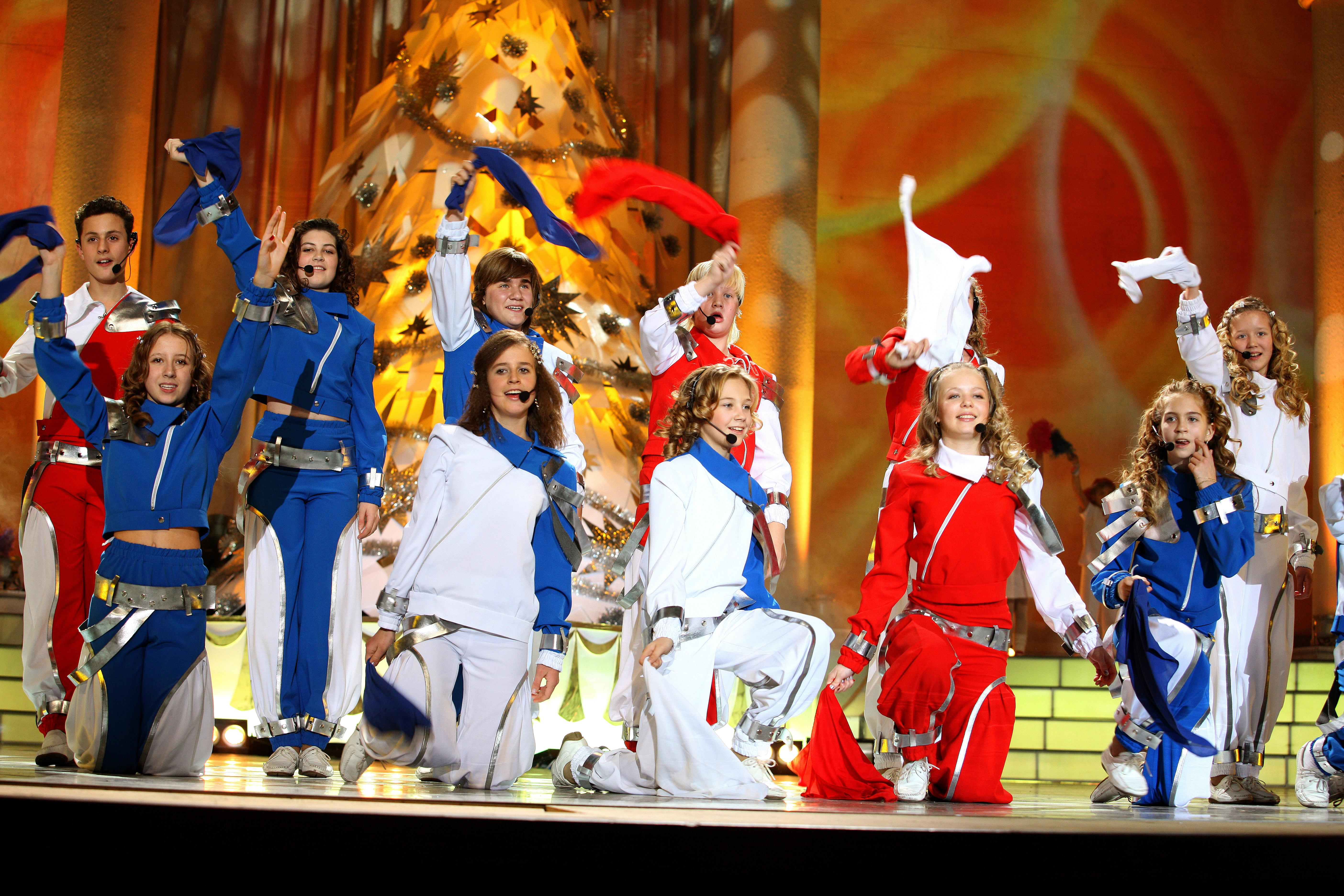
артисты театра «Домисолька» на сцене

«Домисолька» привлекает к своему творчеству звёзд российской эстрады. И. Кобзон, Л. Долина, А. Олешко, Т. Гвердцители, Н. Кадышева, Н. Бабкина, Ю. Николаев, П. Дранга, Витас, О. Газманов, Валерия, Д. Билан, П. Нарцисс, А. Волочкова, Ю. Началова, Варвара, гр. «Дискотека АВАРИЯ», «Uma2rmaH», «Челси», «Кватро», «Корни» и «NEW Самоцветы», Д. Харатьян, Т. Овсиенко, К. Лель, А. Макарский, И. Верник, Ф. Царикати, М. Девятова, И. Богушевская, Е. Гусева, Д. Певцов, А. Домогаров, В. Яременко, М. Матье, П. Каас, Т. Кутуньо… Это далеко не полный перечень творческих партнёров «Домисольки». Они, в свою очередь, приглашают Театр участвовать во взрослых проектах.
«Домисолька» представляла культуру России на трех Олимпиадах — в Ванкувере (2010), Лондоне (2012) и в Сочи (2014), где она стала первым и единственным среди детских творческих коллективов России Послом культурной Олимпиады Сочи-2014.

## Художественные руководители театра
Ольга Леонидовна Юдахина (20 декабря 1957 г.) — лауреат всероссийских и международных конкурсов, художественный руководитель Детского музыкального театра «Домисолька», член Союза композиторов России (1987), Кавалер Ордена «За служение искусству» (2005). Кавалер Ордена Ломоносова (2005). Заслуженный работник культуры РФ (2007). Дважды Лауреат грантов Департамента образования города Москвы (в области гуманитарных и технических наук), Лауреат Премии Правительства Москвы (2010).
Юдахина закончила ГМПИ им. Гнесиных. Автор Концерта для фортепиано с оркестром, симфонической сюиты, симфонических песен, хоровых циклов, инструментальных пьес; произведений для фортепиано, балета.
Иван Назибович Жиганов (18 марта 1957 г.) — поэт, сценарист и продюсер, директор и художественный руководитель Детского музыкального театра «Домисолька», Кавалер Ордена «За служение искусству» (2005). Кавалер Ордена Ломоносова (2007), лауреат Премии Правительства Москвы (2010). Родился в Казани. Закончил Казанский госуниверситет (1982, кафедра генетики), защитил кандидатскую диссертацию. Второе высшее образование получил как режиссёр-постановщик (ГИТИС-РАТИ). Автор нескольких учебников, ряда статей по истории музыки и музыкального театра, имеет авторские свидетельства.

## Творческая деятельность
«Домисолька» — постоянный участник федеральных программ и программ Правительства Москвы. «Домисолька» сотрудничает с различными благотворительными фондами. «Домисолька» — единственный российский детский коллектив, удостоенный статуса Посла культурной Олимпиады СОЧИ-2014, она представляла Россию на Олимпийских играх в Вистлере (Канада) и Лондоне (Великобритания), на Всемирном детском форуме под патронатом Мирей Матье в Авиньоне (Франция), на Дне России на Всемирной выставке ЭКСПО-2010 в Шанхае (Китай). Для работы в музыкальных проектах «Домисольку» приглашают продюсеры, режиссёры телевидения, кино, театра, цирка. Ребята «Домисольки» озвучивают мультфильмы и кинофильмы, играют в телевизионных сериалах, они заняты в спектаклях в театрах столицы («Малыш и Карлсон» в Театре им. Е. Вахтангова, «Черная уздечка для белой кобылицы» в Театре Сатиры, «Цезарь и Клеопатра» в Московском Театре оперетты и др.). Театр неоднократно гастролировал в странах Европы и Азии, ближнего зарубежья.

## Награды и премии
- Почётная грамота Московской городской думы (16 декабря 2015 года) — за заслуги перед городским сообществом и в связи с юбилеем[5].
- В 2007 году Детскому музыкальному театру «Домисолька» присуждена высшая премия Союза театральных деятелей России — Всероссийская профессиональная премия «Грани театра масс» в области массовых форм театрального искусства в номинации «За лучшую детскую театрализованную программу»[6][7]. В 2007 году Театр удостоен Национальной премии «Золотой диск». В 2009 г. «Домисольке» вручен сертификат Российской Книги рекордов Гиннесса, как единственному российскому детскому коллективу, давшему в течение 4-х лет подряд четыре сольных концерта в Государственном Кремлёвском Дворце (все показаны по ТВ), и не повторившему при этом ни одного номера[8]. В 2010 году Театр удостоен Премии Правительства Москвы. «Домисолька» — лауреат многочисленных международных, всероссийских и московских конкурсов и фестивалей.

## Дискография
В коллекции «Домисольки» более 20 аудиоальбомов, в том числе:
1. «Мы все — слегка ЛоШарики» (песни О. Юдахиной на стихи Ю. Энтина), «ТВИК-ЛИРЕК», 1997
2. «Мы едем, едем, едем…» (песни для всей семьи), «РОСМЭН-АУДИО», 2002
3. «Девочка, которая поёт» (песни О. Юдахиной на стихи Ю. Энтина), «РОСМЭН-АУДИО», 2004
4. «Орлёнок» — волшебная страна" (песни для ВДЦ «Орлёнок»), 2004
5. «Маленькая страна» (песни на стихи И. Резника), «РОСМЭН-АУДИО», 2004
6. «Звёзды становятся ближе» (звёзды Российской эстрады, театра, кино «Орлёнку»), «Дата-Медиа», 2005
7. «Домисолька» — нам 15 только!« (концерт-бенефис в ГЦКЗ „Россия“), 2005
8. „Домисолька“ — то ли ещё будет, ой-ё-ёй!» (Гала-концерт в Кремле), 2 диска, 2006
9. «Магия кино», вып. 1 (песни о кино О. Юдахиной), «Формоза», 2006
10. «Сказка. Дети. Кино», «Формоза», 2006
11. «Магия кино», вып. 2 (песни А. Зацепина из к/ф), «Формоза», 2007
12. «Домисолька» — парк детского периода" (гала-концерт в Кремле), 2 диска, 2007
13. «Магия кино», вып. 3, (песни М. Дунаевского из к/ф), компания «Формоза», 2008
14. «Домисолька» — вместе дружная семья!« (гала-концерт в Кремле), 2008
15. „Магия кино“, вып. 4, (песни А. Пахмутовой из к/ф), 2009
16. „Цветик-семицветик“ (гала-концерт в Кремле), 2 диска, 2009
17. „Магия кино“, вып. 5, (песни Е. Крылатова из к/ф), „Формоза“, 2010
18. „Домисолька“ — 20 лет спустя»(гала-концерт в Кремле), 2 диска, 2011
19. «Магия кино», вып. 6, (песни А. Рыбникова из к/ф), «Кирилл и Мефодий», 2011
20. «Домисолька» — путешествие продолжается!"(гала-концерт в Кремле), 2 диска, 2011
21. «Магия кино», вып. 7, (песни Г. Гладкова из к/ф), «Кирилл и Мефодий», 2012
22. "Олешко поет для детей и взрослых с «Домисолькой», «Студия Театра на Таганке», 2012
23. «Магия кино», вып. 8, 2013
24. «Магия кино», вып. 9, 2014
25. «Магия кино», вып. 10, 2015
26. «Дорогою добра», (поют Александр ОЛЕШКО и «Домисолька»), 2015
27. Песни Дмитрия ХАРАТЬЯНА и «Домисольки», 2015
28. «Магия кино», вып. 14, (песни М. Минкова из к/ф), 2019